# Span (Einheit)
Span, die Spanne, war ein englisches Längenmaß und gehörte zu den Imperial-Standard-Maßen.

Angloamerikanische Längeneinheiten: 1 yard = 2 cubit = 4 span und 5 span = 1 ell

- 1 Span = 9 Inches (Zoll) = 101,35 Pariser Linien = 228,6 Millimeter
- 1 Span = 3 Palms = 2 ¼ Hand
- 4 Span = 1 Yard
- 1 Span = ¾ Foot (Fuß)